# Andraegoidus distinguendus
Andraegoidus distinguendus là một loài bọ cánh cứng trong họ Cerambycidae.